# Le Singe Funky
Pour plus de détails, voir Fiche technique et Distribution.
Le Singe Funky (Funky Monkey) est un film américano-allemand réalisé par Harry Basil, sorti en 2004.

## Fiche technique
- Titre original : Funky Monkey
- Titre français : Le Singe Funky
- Réalisation : Harry Basil
- Scénario : Lance Kinsey, Peter Nelson, Byron Jelden et Gene Quintano
- Photographie : Michael Goi
- Montage : Stephen Adrianson et John Grover
- Musique : Ceiri Torjussen
- Production : Moshe Diamant, Frank Hübner et Andrew Stevens
- Pays d'origine : États-Unis et Allemagne
- Format : Couleurs - 1,85:1 - Mono
- Genre : Comédie
- Durée : 94 minutes
- Date de sortie : 2004

## Distribution
- Matthew Modine : Alec McCall
- Roma Downey : Megan Dean
- Seth Adkins : Michael Dean
- Gilbert Gottfried : Dr Spleen
- Jeffrey Tambor : l'entraîneur Crane
- Taylor Negron : J. Flick
- Pat Finn : Peters
- Bodhi Elfman : Drummond
- Kaleigh Krish : Christina
- Tommy Davidson : Harland
- Fred Ward : Don Decker
- Jeremy James Kissner : Nathan Tolliver
- Alexandre Aubry : l'imitateur de Clemens
- Jean Luc Orofino : l'imitateur d'action de Clemens